# Wald BE
| BE ist das Kürzel für den Kanton Bern in der Schweiz. Es wird verwendet, um Verwechslungen mit anderen Einträgen des Namens Wald zu vermeiden. |

Wald ist eine Einwohnergemeinde im Verwaltungskreis Bern-Mittelland des Schweizer Kantons Bern. Sie entstand am 1. Januar 2004 aus der Fusion der beiden bis dahin selbständigen Gemeinden Zimmerwald und Englisberg.

## Geographie

### Gemeindegebiet
Wald liegt auf rund 840 m ü. M., 8 km südlich der Kantonshauptstadt Bern (Luftlinie). Die weitläufige Gemeinde erstreckt sich auf dem Plateau des nördlichen Längenbergs, an aussichtsreicher Lage rund 300 m über der Ebene des Gürbetals, im höheren Berner Mittelland.
Die Fläche des 13,30 km² grossen Gemeindegebiets umfasst einen Abschnitt des Längenberges. Das Gebiet wurde während der Würmeiszeit vom Eis des Aargletschers überformt und zeigt deshalb weitgehend gerundete Formen und verschiedenenorts Moränenablagerungen. Nur der äusserste Westen des Gebiets von Wald war nicht eisbedeckt und weist ein charakteristisches Relief mit zahlreichen kurzen Kerbtälern und vorspringenden Hügelkämmen (so genannte Eggen) auf.
Die östliche Gemeindegrenze verläuft meist auf einem Moränenwall am Ostabhang des Längenberges. Von hier erstreckt sich der Gemeindeboden über das Plateau von Zimmerwald auf die Waldhöhen von Lisiberg (mit 972 m ü. M. der höchste Punkt von Wald), Kühlewilwald und Englisbergwald (896 m ü. M.) bis auf den Hubel (945 m ü. M.) vor dem Steilabfall zum Ulmiztal. Nach Südwesten reicht das Gebiet über das Talsystem des Scherlibachs und die Höhe von Tschuggen (bis 940 m ü. M.) bis an den Mättibach im Einzugsbereich des Bütschelbachs (rechter Zufluss des Schwarzwassers).
Von der Gemeindefläche entfielen 1997 7 % auf Siedlungen, 19 % auf Wald und Gehölze und 74 % auf Landwirtschaft.
Nachbargemeinden von Wald sind Kehrsatz, Belp, Toffen, Niedermuhlern, Oberbalm und Köniz.

### Ortsteile
Die Gemeinde Wald besteht aus den folgenden Ortsteilen:
- Englisberg (820 m ü. M., 377 Einwohner im Jahr 2000), in einer Talmulde zwischen der Englisbergegg und dem Englisbergwald, mit den beiden Weilern
  - Kühlewil (830 m ü. M.) in einer breiten Mulde westlich des Englisbergwaldes
  - Unterer Wald (872 m ü. M.) auf dem Sattel zwischen Kühlewilwald und Englisbergwald
- Zimmerwald (840 m ü. M., 885 Einwohner im Jahr 2000) mit dem Zentrum Dorf und den Weilern
  - Willishalten (830 m ü. M.) am Ostrand des Plateaus
  - Bei der Kirche (856 m ü. M.) südlich des Dorfes
  - Niederhäusern (782 m ü. M.) am Ostabhang des Längenberges
  - Winzenried (757 m ü. M.) auf einem Moränenwall am Ostabhang des Längenberges
  - Oberer Wald (900 m ü. M.) am Rand des Kühlewilwaldes
  - Waldhof (898 m ü. M.) auf der Höhe des Längenberges
  - Obermuhlern (860 m ü. M.) auf der Höhe des Längenberges im Quellgebiet des Scherlibachs
  - Egg (920 m ü. M.) am Südhang des Hubels
  - Bumishus (905 m ü. M.) auf der Höhe südlich des Scherlibachtals

Ferner gehören zu Wald verschiedene Hofgruppen und Einzelhöfe.

## Bevölkerung
Mit 1195 Einwohnern (Stand 31. Dezember 2023) gehört Wald zu den kleineren Gemeinden des Kantons Bern. Von den Bewohnern sind 97,7 % deutschsprachig, 0,6 % französischsprachig, und 0,5 % sprechen Italienisch (Stand 2000). Die Bevölkerungszahl von Wald belief sich 1850 auf 1085 Einwohner, 1900 auf 1215 Einwohner. Im Verlauf des 20. Jahrhunderts pendelte die Bevölkerungszahl stets im Bereich zwischen 1170 und 1280 Personen. Nach einem vorübergehenden Anstieg auf 1342 Einwohner im Jahr 1990 wurde seither wieder ein rückläufiger Trend verzeichnet.

## Politik
Gemeindepräsident ist seit 1. Juli 2018 Christian Neuenschwander (EDU, Stand 2024).
Wald bildet mit Niedermuhlern einen Abstimmungskreis, die folgenden Zahlen enthalten deshalb die Stimmen beider Gemeinden.
Bei den Nationalratswahlen 2023 betrugen die Wähleranteile in Wald und Niedermuhlern (in Klammern die Veränderung im Vergleich zu den Wahlen 2019 in Prozentpunkten): SVP 39,93 % (+2,73), SP 11,77 % (+1,30), Mitte 9,56 % (−2,17), Grüne 8,94 % (−2,75), glp 8,31 % (+0,43), EDU 7,60 % (+1,40), EVP 4,77 % (+1,20), FDP 4,34 % (−0,55), Aufrecht 2,2 (+2,2), Weitere 2,57 % (−3,79).

## Wirtschaft
Wald war bis in die zweite Hälfte des 20. Jahrhunderts eine vorwiegend durch die Landwirtschaft geprägte Gemeinde. Noch heute haben die Milchwirtschaft, die Viehzucht und die Forstwirtschaft einen wichtigen Stellenwert in der Erwerbsstruktur der Bevölkerung. Zahlreiche weitere Arbeitsplätze sind im lokalen Kleingewerbe und im Dienstleistungssektor vorhanden. In Wald sind heute Betriebe des Gartenbaus, der Elektrobranche, Autogaragen und mechanische Werkstätten vertreten. Wichtigster Arbeitgeber der Gemeinde ist jedoch das Alters- und Pflegeheim Kühlewil (heutige Siloah Kühlewil AG), das 1892 als Armenanstalt zu Kühlewyl eröffnet wurde. In den letzten Jahrzehnten hat sich Wald zu einer Wohngemeinde entwickelt. Viele Erwerbstätige sind Wegpendler, die hauptsächlich in der Agglomeration Bern arbeiten.

## Verkehr
Die Gemeinde liegt abseits der grösseren Durchgangsstrassen an einer Verbindungsstrasse von Kehrsatz über den Längenberg nach Riggisberg. Durch einen Postautokurs, welcher die Strecke von Wabern nach Niedermuhlern bedient, sind Englisberg und Zimmerwald an das Netz des öffentlichen Verkehrs angebunden.

## Geschichte
Die Gemeinde Wald entstand durch die Fusion der vorher selbständigen Gemeinden Zimmerwald und Englisberg per 1. Januar 2004. Die neue Gemeinde nahm den Namen der bis dahin existierenden Schulgemeinde Wald an, die von Zimmerwald und Englisberg getragen war. Der Name der Schule bezieht sich auf ihren Standort im Weiler Undere Wald.

## Sehenswürdigkeiten
Die Kirche von Zimmerwald wurde von 1697 bis 1699 erbaut, nachdem sich Zimmerwald aus der Pfarrei Belp gelöst hatte. In sämtlichen Ortschaften und Weilern der Gemeinde sind zahlreiche charakteristische Bauernhäuser, Stöckli und Speicher im Berner Stil aus dem 18. und 19. Jahrhundert erhalten. Besonders in Obermuhlern befindet sich eine schöne Baugruppe von Häusern, die nach dem Dorfbrand von 1780 errichtet worden waren. Das ehemalige Restaurant, das zur Pension Beau-Séjour in Zimmerwald gehörte, beherbergte bis 2009 ein Museum für Blasinstrumente, seit 2010 dient es als privates Wohnhaus. Auch das Hauptgebäude der Pension Beau Séjour, die sogenannte Villa, in der 1915 die Konferenz von Zimmerwald stattfand, dient heute als Wohnhaus.

## Persönlichkeiten
- Gottlieb Gruner (1756–1830), Pfarrer in Zimmerwald, Naturforscher und Philanthrop
- Bruno Messerli (1931–2019), Geograph
- Niklaus von Tscharner (1935–2016), Bauingenieur, Gemeindepräsident von Zimmerwald, Präsident der Gesellschaft zu Pfistern, Burgerrat, Leiter des Heims Kühlewil
- Katrin Streit-Eggimann, Grossrätin[9]
- Kurt Theodor Oehler (* 1942), Philosoph, Psychologe, Autor
- Rudolf Joder (* 1950), Fürsprecher, Nationalrat
- Dominique Jann (* 1977), Schauspieler
- Mark Streit (* 1977), Eishockeyspieler
- Peter Guggisberg (* 1985), Eishockeyspieler
- Judith Wyder (* 1988), Orientierungsläuferin

## Bilder

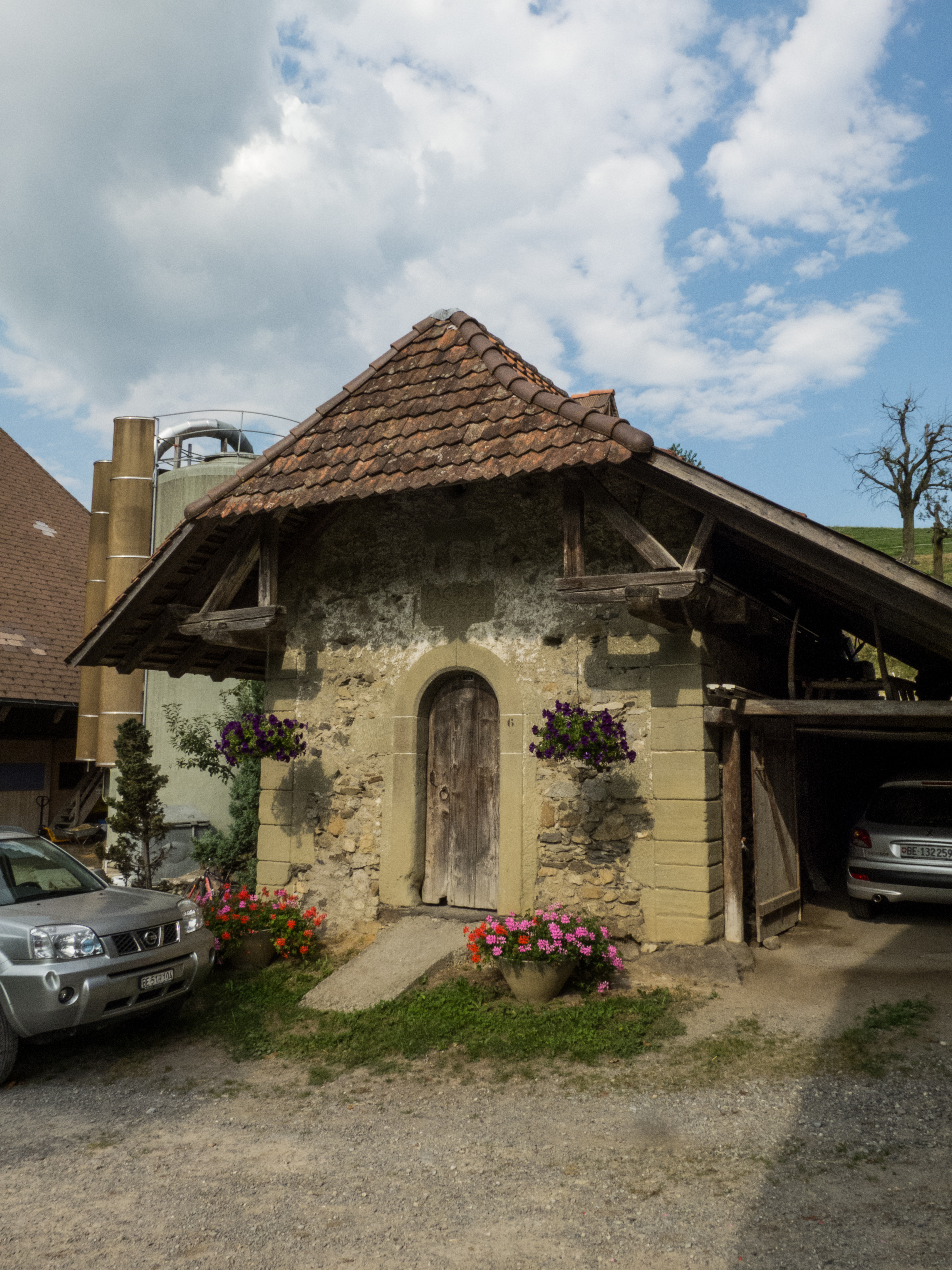
Ofenhaus, Englisberg
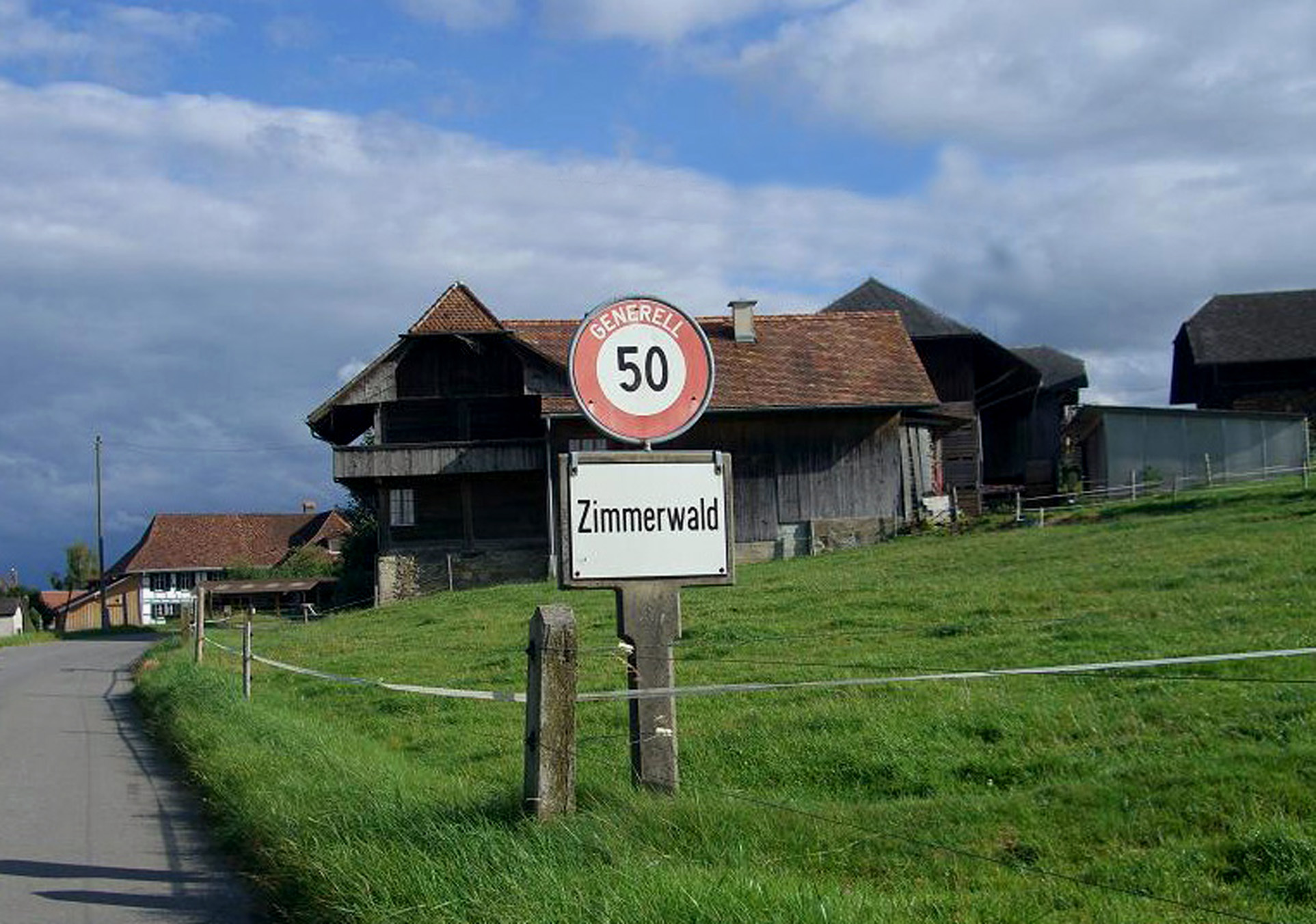
Dorfeingang Zimmerwald
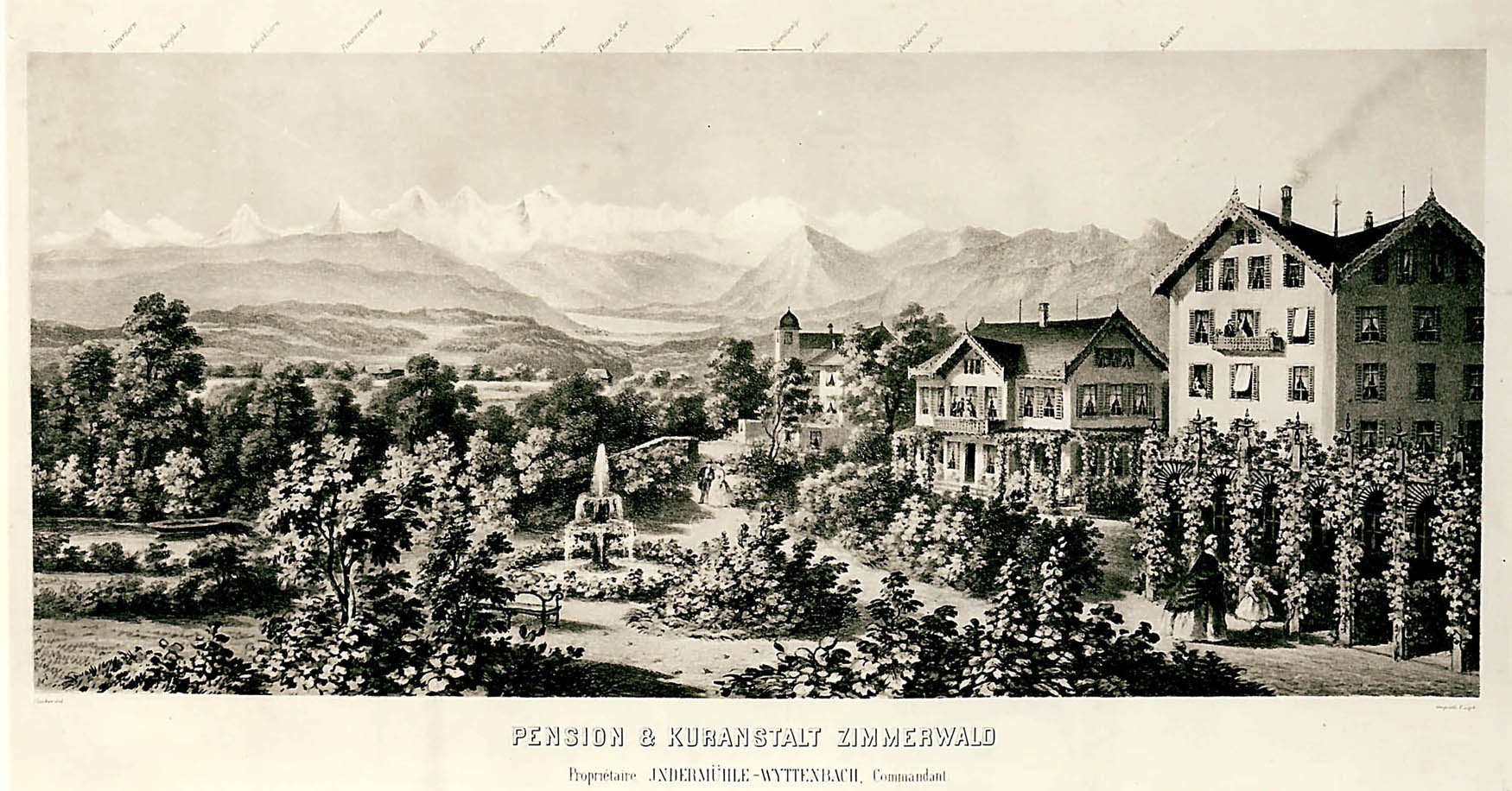
Hotel und Pension «Beau Séjour», Zimmerwald (1865)
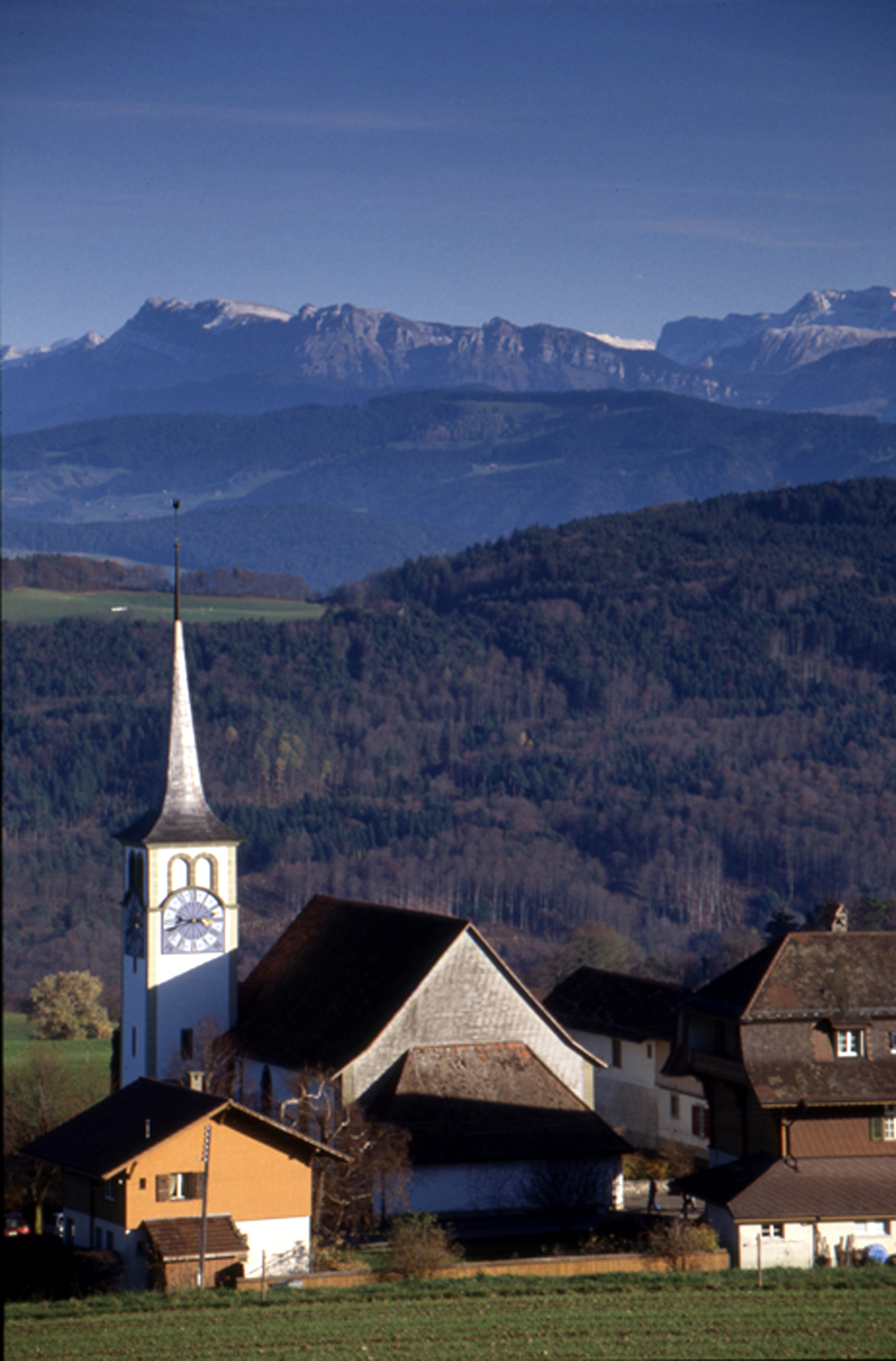
Kirche Zimmerwald
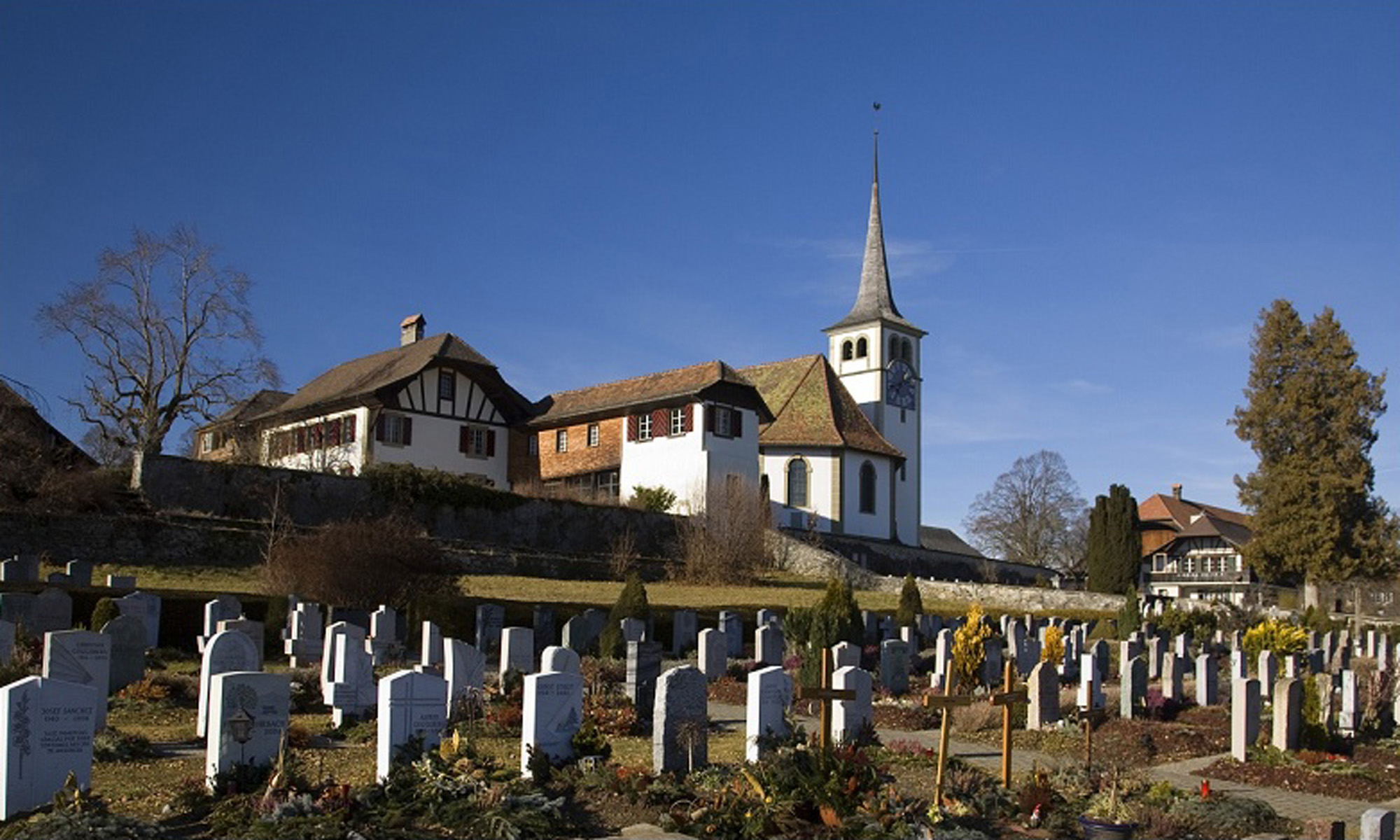
Kirche und Friedhof Zimmerwald
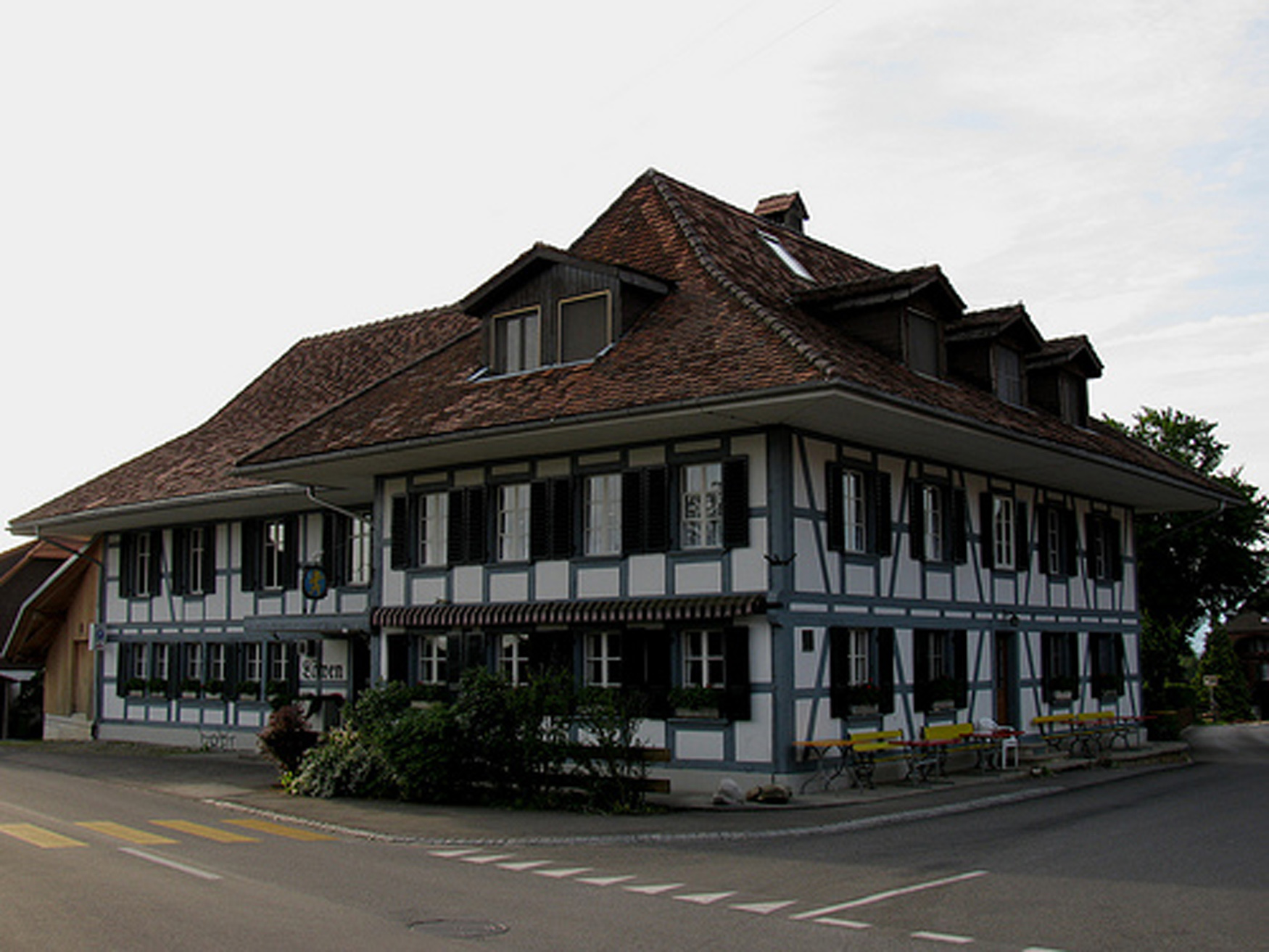
Gasthof Löwen, Zimmerwald
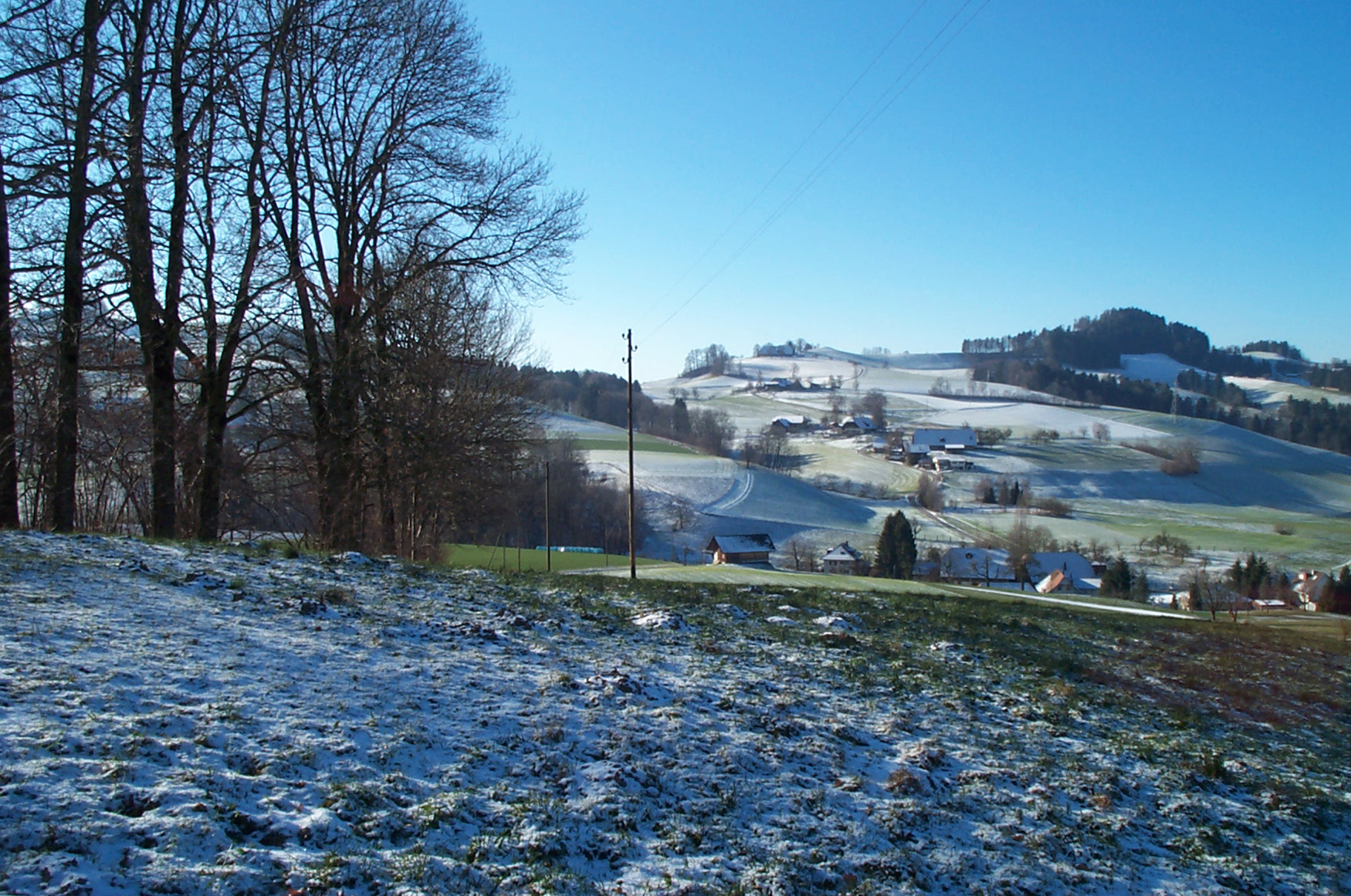
Weiler Brönni, Niedermuhlern/Wald
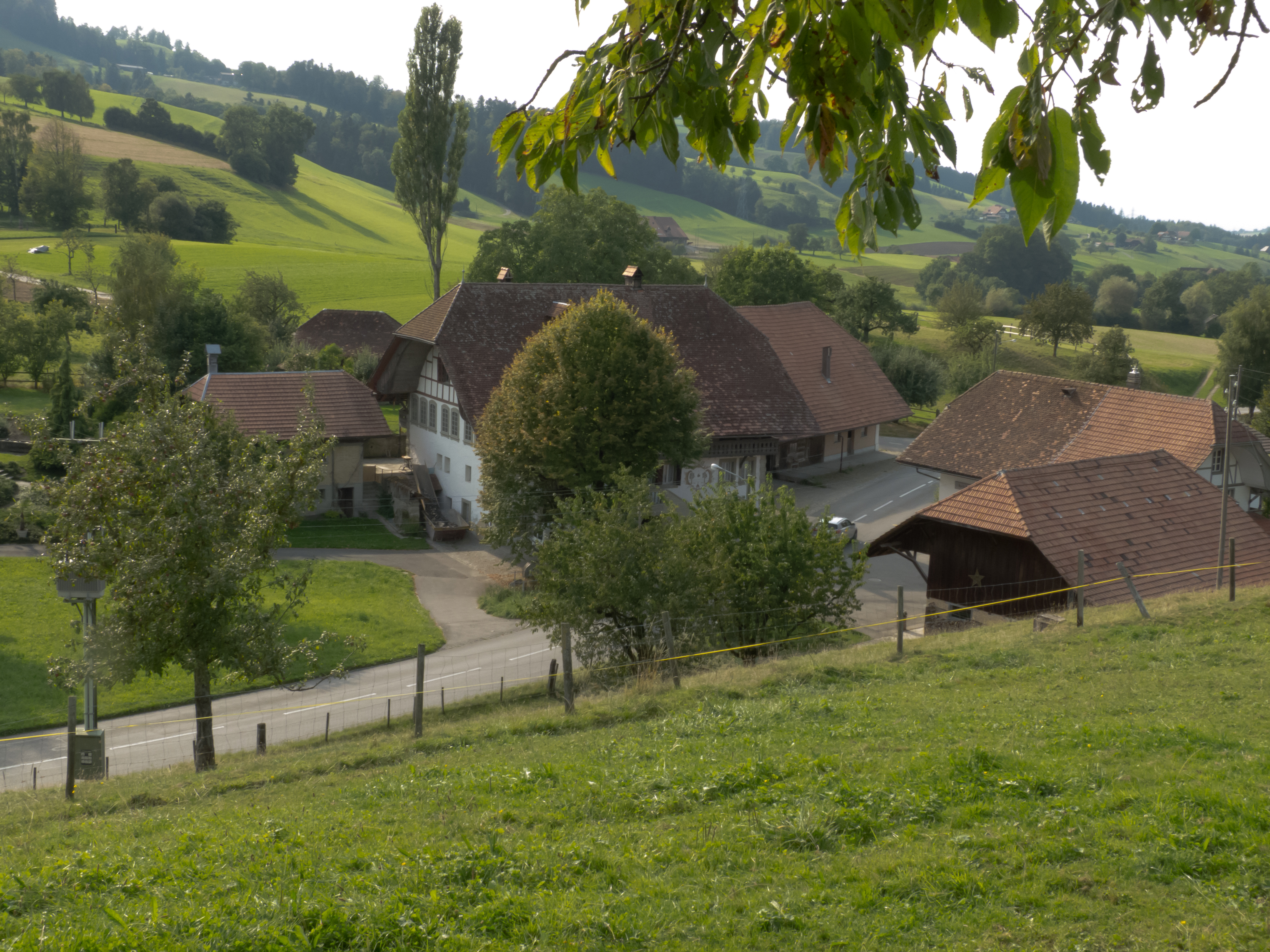
Bachmühle, Niedermuhlern/Wald